# Československá národní rada

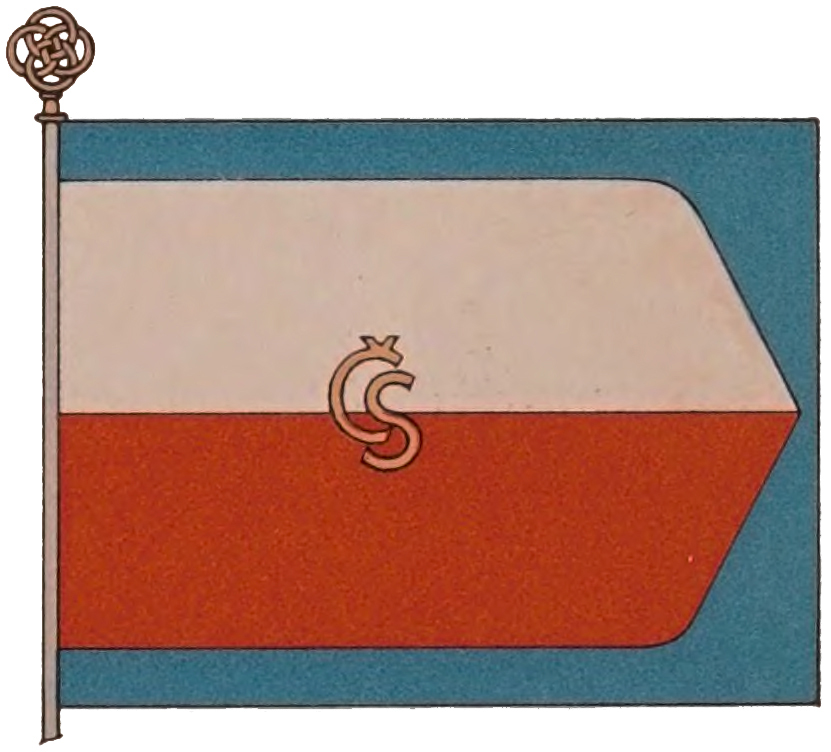
Vlajka Československé národní rady (původně Štefánikova vlajka)

Československá národní rada (francouzsky Conseil national des pays tchèques) vznikla v roce 1916 v Paříži jako reprezentativní orgán zahraničního odboje z iniciativy Masaryka, Štefánika, Beneše, Štefana Osuského a dalších vedoucích představitelů odboje. V názvu rady prosazoval Štefánik pouze „česká“, kdežto Beneš „československá“. Jejím předsedou byl Masaryk, místopředsedy Josef Dürich a M. R. Štefánik a generálním tajemníkem Edvard Beneš. Její sídlo bylo na Rue Bonaparte 18 (dnes na této adrese sídlí konzulát, v předním traktu České centrum) a jejím hlavním tiskovým orgánem byly časopisy La Nation Tchéque (Český národ) a Československá samostatnost. Koncem války se rada přestěhovala o několik domů dále do čísla popisného 34, kde působila až do roku 1918.

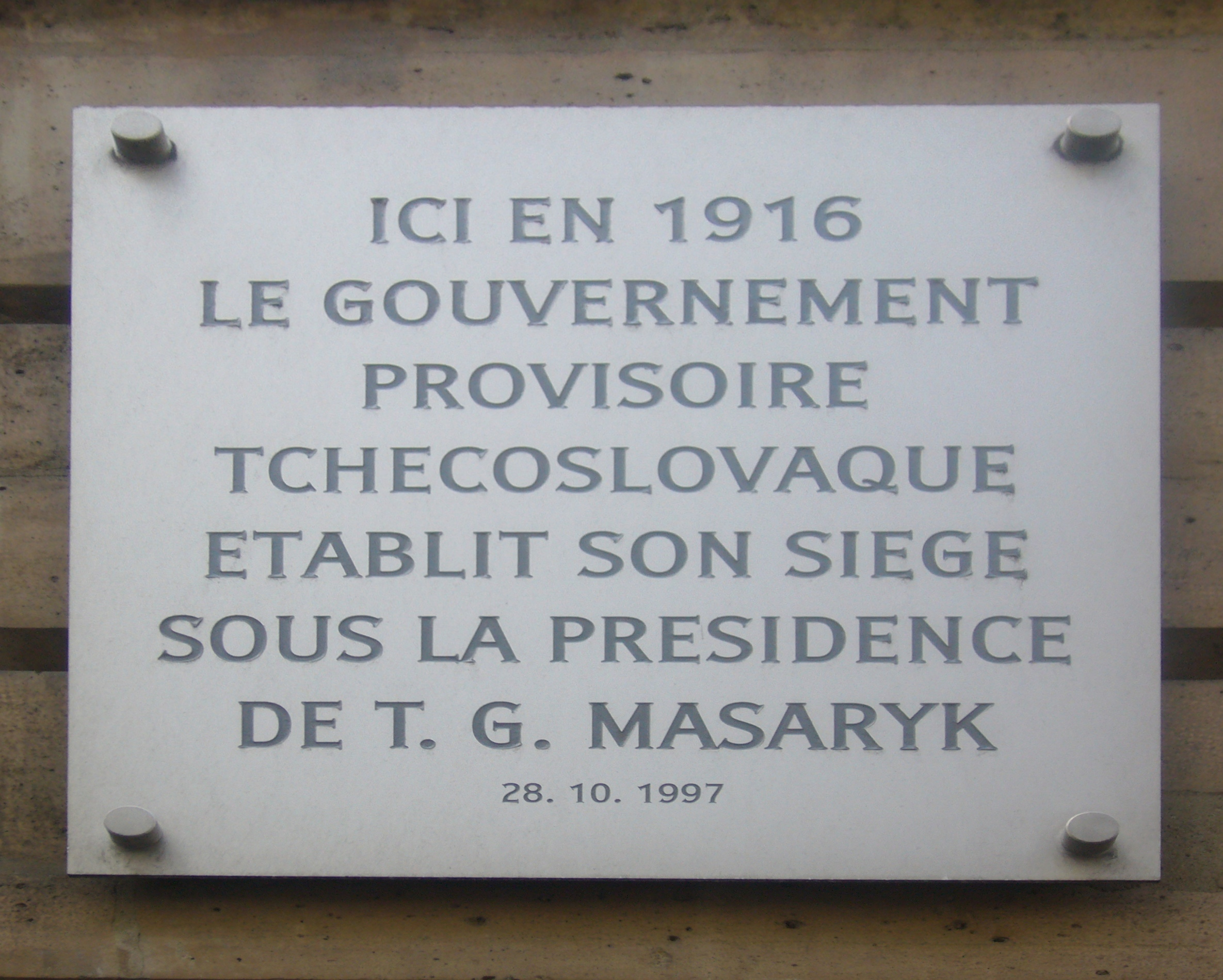
Pamětní deska na domě č. 18 v Rue Bonaparte

Výsledkem činnosti rady byl mimo jiné dekret o vytvoření Česko-Slovenské armády ve Francii, který vydala francouzská vláda 16. prosince 1917. Podle tohoto dekretu se vytvořila samostatná Česko-Slovenská armáda, která podléhala velení Československé národní rady v Paříži.
Koncem války v červnu až září 1918 byla rada postupně uznána vládami Francie, Velké Británie, USA a Japonska za oficiální představitelku budoucího československého státu. Dne 14. října 1918 byla rada přetvořena v tzv. prozatímní československou vládu v Paříži s premiérem T. G. Masarykem. Ke dni 18. října 1918 vydala Masarykovu Washingtonskou deklaraci, jako „Prohlášení nezávislosti Československého státu“. Formálně zanikla 14. listopadu 1918 vytvořením první vlády ČSR s volbou T. G. Masaryka jejím prezidentem.